# ウンベルト・リスポリ
ウンベルト・リスポリ（Umberto Rispoli、1988年8月31日 - ）は、イタリア・ナポリ生まれの騎手。

## 来歴
騎手である父親の影響で自らも騎手を志すようになり、9歳の時に草競馬に参加した。中学を卒業するとローマの騎手学校に入学し、2004年に騎手免許を取得、翌2005年にジュゼッペ・ボッティ厩舎に所属しデビュー。2008年にイタリア・リーディング2位に、2009年・2010年と2年連続でイタリアのリーディングジョッキーとなる。なお2009年に挙げた245勝はイタリア年間最多勝利記録を27年ぶりに更新するものだった（これまでの記録はジャンフランコ・デットーリが1982年に記録した229勝）。2010年にはイギリス・シャーガーカップにオリビエ・ペリエ、クリストフ・スミヨンとともに欧州代表として参加している。
2011年に短期免許を取得して初来日（免許期間は同年1月8日から3月27日まで。身元引受調教師は友道康夫、身元引受馬主は吉田勝己）。日本での初騎乗となった1月8日の京都競馬第1競走をイイデステップで制し見事初来日初騎乗初勝利を挙げた。1月16日の日経新春杯をルーラーシップで制し、来日初重賞勝利を飾った。3月27日の免許交付期間最終日に行われた高松宮記念ではキンシャサノキセキに騎乗して日本でのGI競走初優勝を果たした。
イタリア競馬の賞金の大幅な減額などにより2012年から2016年までフランスに拠点を移していたが、その後香港ジョッキークラブに移籍。2019年12月、香港ジョッキークラブとの契約を終了してアメリカ合衆国カリフォルニア州のサンタアニタパーク競馬場へ拠点を移すことになった。

## 人物
大のテレビゲーム好きで、来日前から日本のゲームを入手して遊んでいたほど。以前から『ウイニングポスト』『ギャロップレーサー』等の競馬ゲームや、サッカーゲーム『ウイニングイレブン』をプレイしている。特に競馬ゲームの影響で「カタカナ程度なら日本語も読める」ようになったため、来日後は日本の競馬新聞を普通に読んでいるという。
独身の時は体重管理に気を使う騎手という職業柄もあり、食事は基本的に自炊派。イタリア人らしく得意料理はパスタ。

## 主な勝ち鞍
- 2010年
  - リディアテシオ賞（Aoife Alainn）[6]
- 2011年
  - 日経新春杯（ルーラーシップ）
  - 京都記念（トゥザグローリー）
  - 高松宮記念（キンシャサノキセキ）
  - イタリア共和国大統領賞（Estejo）
- 2012年
  - クイーンエリザベス2世カップ（ルーラーシップ）
  - カドラン賞（Molly Malone）
- 2021年
  - サンタアニタダービー（Rock Your World）
  - シューメーカーマイルステークス（Smooth Like Strait）
  - ロデオドライブステークス（Going to Vegas）
- 2025年
  - プリークネスステークス（Journalism[7][8]）
  - ハスケルステークス（Journalism）